# Еда Кризеова
Еда Кризеова (на чешки: Eda Kriseová) е чешка журналистка и писателка.

## Биография и творчество
Еда Кризеова е родена на 18 юли 1940 г. в Прага, Протекторат на Бохемия и Моравия, в творческо семейство. Баща ѝ е архитект и професор по градско планиране, а майка ѝ е скулптор. След завършване на гимназията през 1957 г. работи към седмичника Svět v obrazech и за кратко във всекидневника „Млада фронта“. В периода 1958 – 1962 г. следва в Института по просвещение и журналистика към Факултета по изкуствата на Карловия университет.
След дипломирането си работи като репортер на списание Mladý svět, а от 1967 г. е репортер на „Литературни новини“, където публикува основно репортажи по вътрешни социални проблеми. В периода 1965 – 1969 г. посещава редица страни като част от проекти на международни организации за доброволна помощ на развиващите се страни: работи с американски квакери през 1965 г. в Турция, със Service Civil International през 1966 г. в Япония и 1967 г. в Сицилия, през 1968 г. тя работи с млади творци, студенти и интелектуалци в Израел, както и на други места. От тези ѝ пътувания по света получава идеи за своята проза и репортажи. През 1966 г. получава награда „Юлиус Фучик“.
След Пражката пролет през 1968 г. става репортер на списание Listy и работи там до забраната му си по политически причини през 1969 г., като след това ѝ е забранено да упражнява журналистическата професия. През 1969 г. започва работа в Института за теория и история на масмедиите към Карловия университет, а през 1974 – 1976 г. работи в Архива на Карловия университет. От средата на 70-те години принадлежи към кръга на пражкото дисидентство.
Първата ѝ книга, сборникът с разкази „Пътят на кръста“ (Křížová cesta kočárového kočího), е издаден в самиздат „Петлице“ през 1977 г. Книгата получава наградата „Егон Хостовски“. Освен в самиздат публикува и в издателства в изгнание, а техни преводи също излизат от началото на 80-те години.
След кадифената революция, от ноември 1989 г. работи в Координационния център на Гражданския форум и е говорител на Вацлав Хавел. От януари 1990 г. до оставката на Хавел като президент през юли 1992 г. работи като съветник на президента на републиката – директор е на за жалби и е неформален говорител по въпросите на половете. Участва в Световните женски конгреси в Дъблин, Ирландия, и Тайпе, Тайван. От юли 1992 г. е на свободна практика.
След 1990 г. прави авторски четения в САЩ, Германия, Холандия, Франция, Австрия, Южна Африка, Замбия, Кения и др. В периода 1990 – 2008 г. е член на борда на Литературния проект за Централна и Източна Европа. Изнася лекции в университета „Джордж Вашингтон“ във Вашингтон и е била гост в други университети. Има многократно творчески пребивава в Германия и Швейцария. Поради увлечението се по практикуването на йога посещава различни йога центрове в Индия, което значително отразява в нейната литературна работа, както и престоя ѝ в Африка на юг от Сахара (2008 и 2009 г.).
Тя е член на ПЕН клуба, на Асоциацията на писателите, на Дружеството на Кафка и на борда на директорите на Фондация „Книжен проект за Централна и Източна Европа“ в Амстердам.
Омъжена е за филмовия и телевизионен режисьор Йозеф Платц. Имат две дъщери, едната, от които – Магдалена Платцова, е също е писателка, преводачка и журналистка.
Еда Кризеова живее със семейството си в Прага.

## Произведения

### Самостоятелни романи
- Pompejanka (1980)[3][1][2]
- Ryby raky (1991)
- Kočičí životy (1997)
- Misericordia (1999)
- Perchta z Rožmberka aneb Bílá paní (2001)
- Mezi pannou a babou (2018)

### Сборници
- Křížová cesta kočárového kočího (самиздат 1977) – разкази, награда „Егон Хостовски“[3][1][2]
- Sluneční hodiny (1978)
- Arboretum (1991)
- Klíční kůstka netopýra a jiné povídky (1994) – 3 разказа
- Co se stalo... 1981 – 1987 (1994)
- Jméno, Milost, Ráchel (2007)
- Mluvící hora (2021)

### Детска литература
- Terezka a Majda na horách (2001)[1][2]
- Prázdniny s bosonožkou (2007)

### Документалистика
- Já & ponsko (1968) – пътепис, в сборника „Putování bez fraku“[3][1][2]
- Václav Havel: Životopis (1991)
Вацлав Хавел – поет и президент, изд. „БАН“ (1992), прев. Светла Христова, Владимир Пенчев
- Čísi svět (2004) – литературни факти
- Necestou slečny H. a dnešní Afrikou (2010)
- Duši, tělo opatruj (2014) – пътепис
- Václav Havel – Jediný autorizovaný životopis (2014)